# وینونا (میسیسیپی)
وینونا (به انگلیسی: Winona) شهری در ایالت میسیسیپی کشور ایالات متحده آمریکا است که جمعیت آن در سرشماری سال ۲۰۱۰ میلادی، ۵٬۰۴۳ نفر بوده‌است.